# Nitrurs de ferro
Els nitrurs de ferro són compostos químics inorgànics de ferro i nitrogen.
El nitrur i el borur de ferro són passivables. La boruració pot millorar considerablement la resistència a la corrosió dels materials ferrosos en àcids diluïts no oxidants i medis alcalins. En comparació amb la condició no nitrurada, els components nitrurats d'acers no aliats i de baixa aleació tenen una major resistència contra la corrosió atmosfèrica i la corrosió en medis aquosos neutres.
La resistència a la corrosió de les capes de nitrur és molt diferent i augmenta en l'ordre de γ′-nitrur, ε-nitrur, ε-carbonitrur. L'ε-carbonitrur amb una concentració d'almenys el 8,6% d'intersticials de nitrogen i carboni té una resistència òptima contra la corrosió per picadura. El comportament a la corrosió de les capes nitrurades es pot millorar mitjançant la postoxidació. Les capes de nitrur oxidades superen la resistència a la corrosió del crom dur i han demostrat ser un substitut d'aquestes capes. Un augment addicional de la resistència és possible mitjançant una postimpregnació final per immersió en oli polimèric.
Es presenta l'estat actual de la tècnica en el creixement, l'estructura i les propietats fisicoquímiques de les pel·lícules primes de nitrur de ferro. Primer, s'introdueixen les diferents fases de nitrur de ferro basades en la seva estructura cristal·logràfica i el diagrama de fases Fe-N. En segon lloc, es descriuen els mètodes de preparació per a pel·lícules primes de nitrur de ferro. A continuació, es discuteix l'estructura, les propietats electròniques i magnètiques de les pel·lícules. Finalment, es destaquen les possibles aplicacions de les pel·lícules de nitrur de ferro, així com els reptes que s'han d'afrontar en aquest camp. Aquesta revisió constitueix un punt de partida per a qualsevol persona que vulgui dur a terme investigacions sobre aquests materials fascinants, el potencial científic i tecnològic dels quals no s'ha explorat completament fins ara.

## Propietats químiques
El ferro té cinc nitrids observats en condicions ambientals: Fe2N, Fe3N4, Fe4N, Fe7N3 i Fe16N2. Són sòlids cristal·lins i metàl·lics. Els metalls de transició del grup 7 i del grup 8 formen nitrids que es descomponen a temperatures relativament baixes: el nitrid de ferro, Fe2N, es descompon amb pèrdua de nitrogen molecular al voltant de 400 °C i formació de nitrids de ferro amb baix contingut de nitrogen. Són insolubles en aigua. A alta pressió, es va suggerir i es va descobrir posteriorment l'estabilitat i la formació de nous nitrids rics en nitrogen (relació N/Fe igual o superior a un). Aquests inclouen els sòlids de FeN, FeN2 i FeN4 que es tornen termodinàmicament estables per sobre de 17,7 GPa, 72 GPa i 106 GPa, respectivament.

## Riscos per a la salut
Quan s'escalfa fins a la descomposició o s'exposa a la humitat, el nitrid de ferro pot emetre fums tòxics d'amoníac. Es considera un risc d'explosió moderat. La inhalació de pols o nitrid de ferro pot causar irritació del sistema respiratori i possiblement una intoxicació aguda per ferro o pneumoconiosi.

## Aplicacions de recerca
La solució col·loïdal de nanopartícules de nitrur de ferro magnètic és una manera de crear ferrofluids.
Els nitrids de ferro també són el material magnètic natural més fort.